# Барышский сельский совет
Барышский сельский совет (укр. Бариська сільська рада) — упразднённая административная единица в составе
Бучачского района
Тернопольской области
Украины.
Административный центр сельского совета находился в 
с. Барыш.

## История
- 1947 — дата образования.

## Населённые пункты совета
- с. Барыш